# Луїс Карлос Фелікс Феррейра
Луїс Карлос Фелікс Феррейра (порт. Luís Carlos Félix Ferreira, нар. 11 травня 1940, Ріо-де-Жанейро — пом. 8 травня 2015, Ріо-де-Жанейро) — бразильський футбольний арбітр. Арбітр ФІФА у 1980—1990 роках.

## Кар'єра
З 1971 року судив матчі бразильської Серії А, а 1980 року отримав статус ФІФА. Завершив свою кар'єру в 1990 році.
Працював на таких міжнародних змаганнях:
- Молодіжний чемпіонат світу 1983 року (2 гри)
- Фінал Кубка Лібертадорес 1985 року
- Юнацький чемпіонат світу 1989 року (1 матч)